# Chrematistik
Die Chrematistik ist die Kunst des Gelderwerbs.
Der Begriff wurde von Aristoteles zur Abgrenzung von der Ökonomik, der Kunst der Hausverwaltung, geprägt. Aristoteles bezeichnet die Chrematistik auch bereits wertend als eine widernatürliche Erwerbskunst im Gegensatz zur Ökonomik als einer natürlichen Erwerbskunst.

## Natürliche Erwerbskunst (Ökonomik)
Der Begriff der natürlichen Erwerbskunst zielt auf die grundlegende Bedürfnisbefriedigung des Menschen ab. Die Ökonomik beschäftigt sich mit der Beschaffung und Bewahrung jener Güter, die für das Haus oder den Staat nützlich und notwendig sind. „In diesen Dingen besteht ja auch wohl einzig der wahre Reichtum.“ (Politik, 1256 b 30). Dieses wirtschaftliche System ist demnach geprägt durch das Bedarfsdeckungsprinzip. Kapitalakkumulation bzw. das Streben danach findet hier nicht statt. Da die Menge an Werkzeugen bzw. Instrumenten, die den Reichtum der Haus- oder Staatsverwaltung bilden, nach Größe und Zahl nicht unbegrenzt sei, könne auch der Reichtum nicht unbegrenzt sein. Aristoteles’ Überlegungen zum wirtschaftlichen Handeln sind eingebettet in philosophische Betrachtungen. In diesem Sinne merkt man an seinen Passagen, dass er eine starke normative Analyse betrieb, also dass er ständig auf der Suche war, wie wirtschaftliches Handeln so betrieben werden kann, dass es zum Gemeinwohl, das man bei ihm sicherlich als übergeordnetes Ideal betrachten kann, beitragen kann. Diese Herangehensweise würden wir heute wohl unter dem Begriff Wirtschaftsethik behandeln. Zurückkehrend zur natürlichen Erwerbskunst ist es auch von einem Gerechtigkeitsprinzip durchdrungen. So beschrieb er den Tauschhandel zwischen Wirtschaftssubjekten und führte dabei die Begriffe Gewinn und Verlust ein. Gewinn sei demnach gegeben, wenn man nach dem Tauschgeschäft mehr hat als davor. Verlust sei gegeben, wenn man weniger hat als davor. In der Mitte zwischen Gewinn und Verlust liegt nach Aristoteles die Gerechtigkeit. An dieser Stelle dürfte wieder das Bedarfsdeckungsprinzip zum Tragen kommen.

## Widernatürliche Erwerbskunst (Chrematistik)
Der Ökonomik stellte Aristoteles die Chrematistik als Wirtschaftskunst gegenüber. Hier geht es darum, Geld zu akkumulieren. Der Tausch wird hier nicht zur Bedarfsdeckung betrieben oder um der Autarkie des Hauses und des Staates willen, sondern um Reichtum anzuhäufen. Diese Art der Wirtschaftskunst kommt in seinem Sinne auch als Folge der Einführung des Geldes als Tauschmittel zum Tragen. Aristoteles gab ihr die Schuld daran, dass man häufig meine, Reichtum und Besitz seien unbegrenzt.

## Zeitgenössische Kritik
Christian Felber legt in seinem Werk Gemeinwohl-Ökonomie dar, dass das Gemeinwohl eigentlich schon im Begriff Ökonomie enthalten sei und die derzeitige „Ökonomie“ vielmehr Chrematistik sei. Dass also derzeit im öffentlichen Diskurs betrachtete Ökonomie tatsächlich die Chrematistik ist.